# Équipe des Comores masculine de volley-ball
L'équipe des Comores de volley-ball est composée des meilleurs joueurs comoriens sélectionnés par la Fédération comorienne de volley-ball. Elle est classée 136e au classement de la Fédération internationale de volley-ball au 31 décembre 2020.

## Historique
Les Comores ne passent pas la phase de groupe des Jeux des îles de l'océan Indien 2003 à Maurice et des Jeux des îles de l'océan Indien 2011 aux Seychelles.